# Fosseno
Fosseno è una frazione di Nebbiuno. Fino al 1928 fu un comune autonomo.

## Geografia fisica

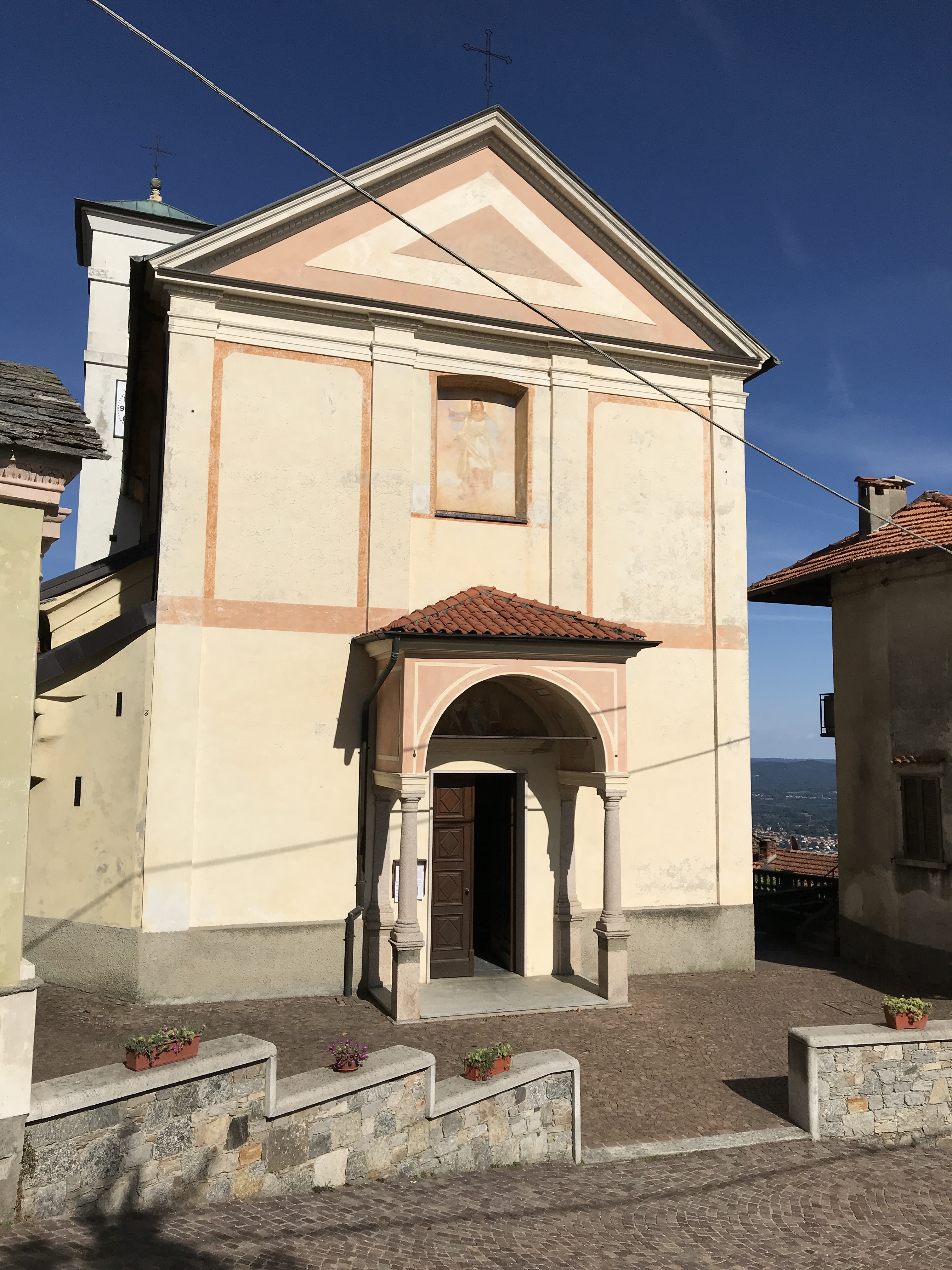
La chiesa di Sant'Agata

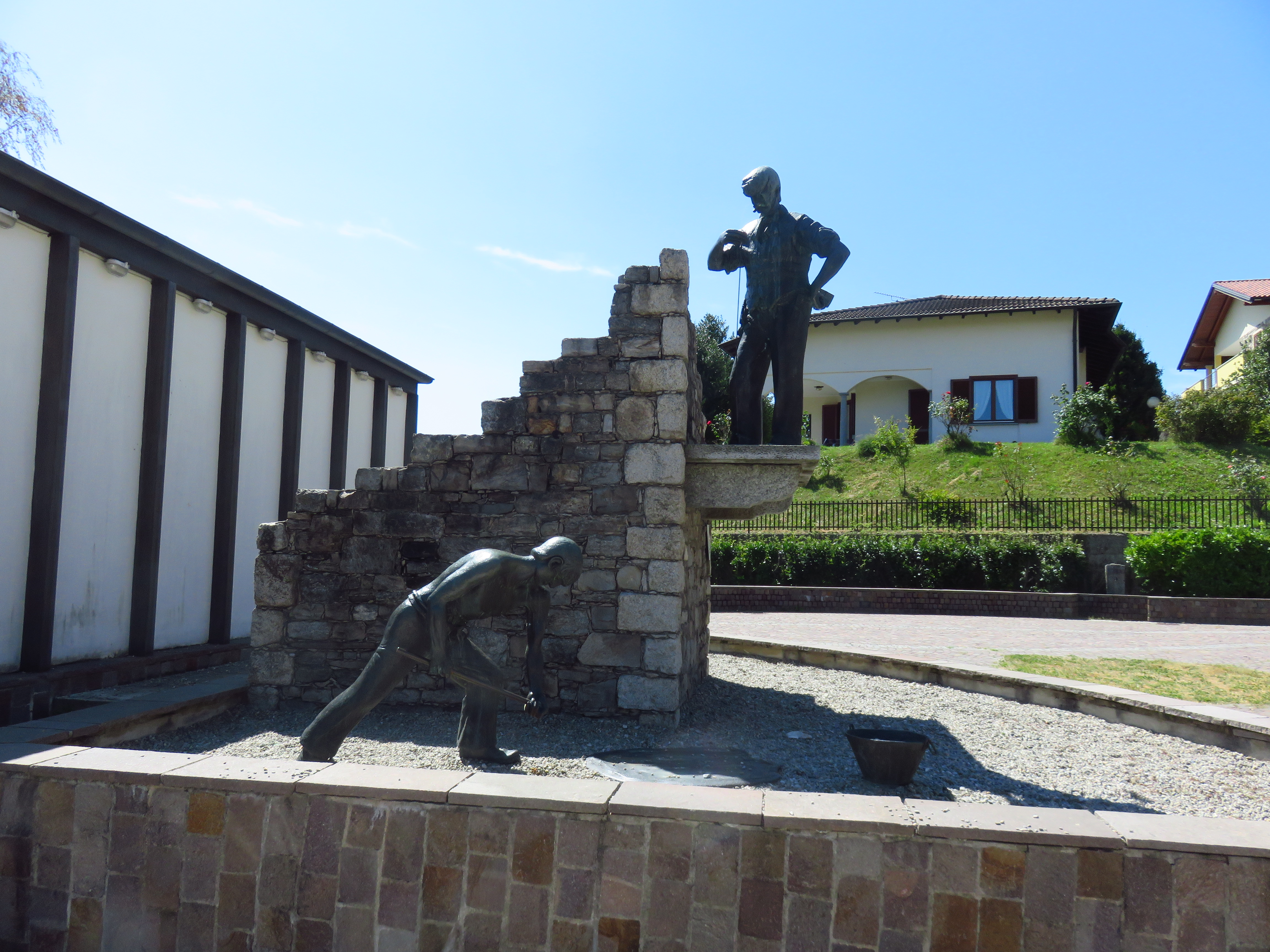
Monumento al muratore

Il centro abitato sorge a 596 metri sul livello del mare. È collocato nella zona montana del Vergante e viene bagnato dal Rio Strolo.

## Storia
Le origini del centro abitato sono molto antiche e vengono fatte risalire all'XI secolo. Presumibilmente i suoi primi abitanti furono di origine Walser, provenienti dall'alta Valsesia e specializzati nella produzione e nella tintura di tessuti in lana. Il territorio comunale era collocato in una zona montana che, nell'Ottocento, era nota per la sua ricchezza di boschi cedui e per le notevoli dimensioni dei castagni da frutto. Le principali produzioni del comune erano fieno, legname noci e latri prodotti ortofrutticoli.
Con regio decreto del 18 marzo 1928 il comune di Fosseno, fino ad allora autonomo, venne soppresso ed il suo territorio fu aggregato al comune di Nebbiuno.

## Eventi
Nel mese di giugno a Fosseno si svolge la Sagra della fragola.

## Edifici e luoghi di interesse

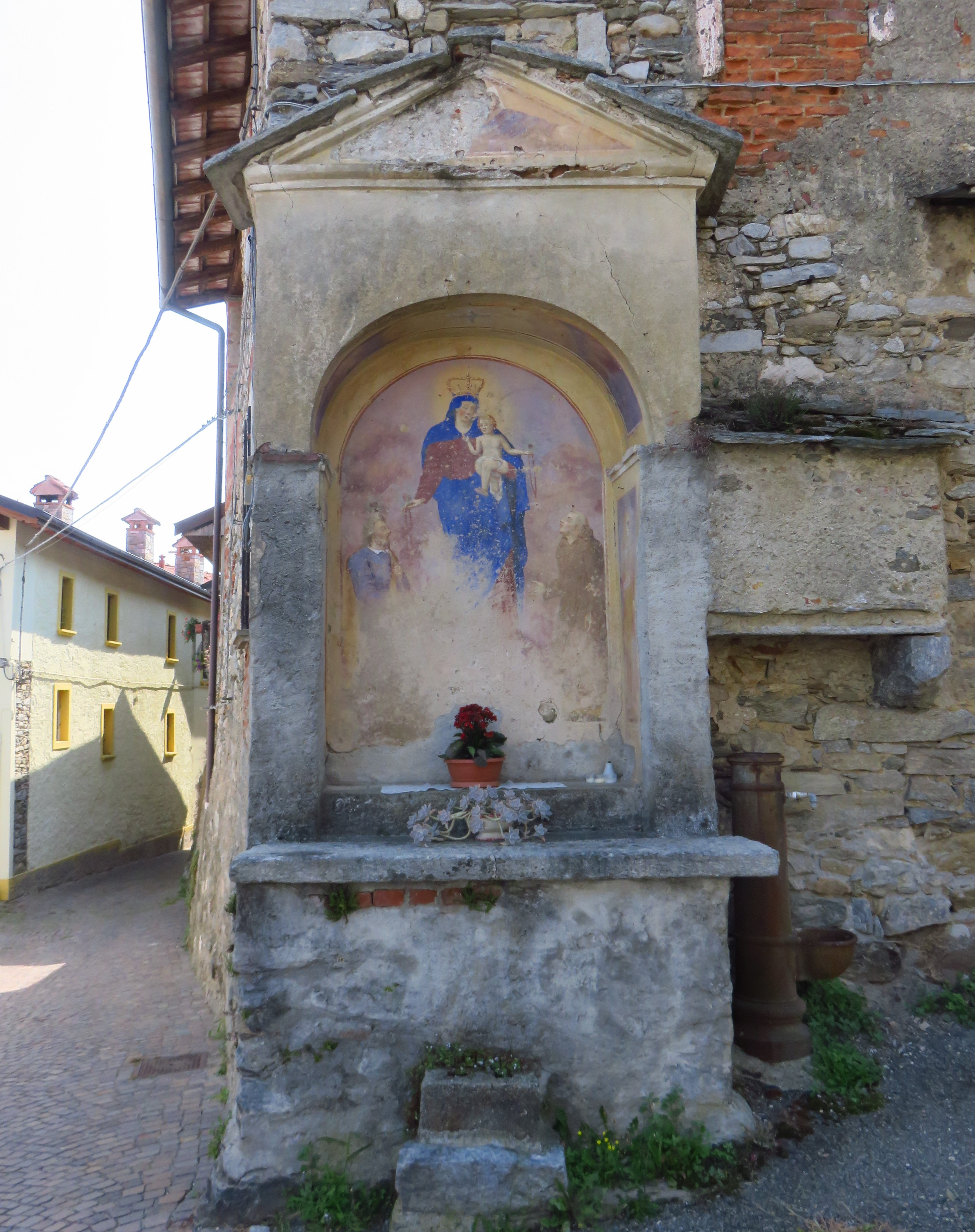
Cappella della Madonna del Rosario

- Parrocchiale di Sant'Agata, di antica origine.[5] La prima descrizione dell'edificio risale però al 1618. Si presenta a navata unica, con un vestibolo a volta antistante alla facciata, ornato da un dipinto di inizio settecentesco e sorretto da due colonne in granito. All'interno ospita quattro cappelle laterali dedicate a San Giusto, alla Madonna del Rosario, al Santo Crocifisso e a Santa Lucia (in precedenza dedicata a San Giuseppe). Inoltre sono presenti affreschi di inizio Novecento realizzati da Giuseppe De Giorgi.[9]
- Vecchio lavatoio, poco a monte del centro abitato, con annessa una area pic-nic.[10]
- Sasso del Pizzo, un punto panoramico che domina da nord il paese[3] e offre una vista completa sul Lago Maggiore.[10]